# 普魯士的安娜·阿瑪莉埃公主
普魯士的安娜·阿瑪莉埃（德語：Anna Amalie von Preußen，1723年11月9日—1787年3月30日），奎德林堡女隱修院院長，腓特烈大帝的妹妹。
安娜·阿瑪莉埃和姐姐路易絲·烏爾莉卡曾是瑞典王儲阿道夫·腓特烈的妻子人選。安娜·阿瑪莉埃的哥哥腓特烈認為比起「自負、倔強的」的路易絲·烏爾莉卡，個性較溫和的安娜·阿瑪莉埃更適合成為未來的瑞典王后。然而，瑞典代表最後選擇了路易絲·烏爾莉卡。
1755年，安娜·阿瑪莉埃被任命為奎德林堡女隱修院院長。她收集了許多音樂家的作品，包含韓德爾、泰雷曼、格勞恩、C.P.E.巴哈等。